# Sent Just de Clais
Sent Just de Clais (occità) o Saint-Just-de-Claix (francès) és un municipi francès al departament d'Isera (regió d'Alvèrnia-Roine-Alps. L'any 2007 tenia 1.175 habitants.

## Demografia

### Població
El 2007 la població de fet de Saint-Just-de-Claix era de 1.175 persones. Hi havia 432 famílies de les quals 106 eren unipersonals (29 homes vivint sols i 77 dones vivint soles), 135 parelles sense fills, 167 parelles amb fills i 24 famílies monoparentals amb fills.
La població ha evolucionat segons el següent gràfic:

### Habitatges
El 2007 hi havia 513 habitatges, 455 eren l'habitatge principal de la família, 24 eren segones residències i 34 estaven desocupats. 465 eren cases i 45 eren apartaments. Dels 455 habitatges principals, 305 estaven ocupats pels seus propietaris, 136 estaven llogats i ocupats pels llogaters i 14 estaven cedits a títol gratuït; 7 tenien una cambra, 17 en tenien dues, 69 en tenien tres, 163 en tenien quatre i 198 en tenien cinc o més. 395 habitatges disposaven pel capbaix d'una plaça de pàrquing. A 174 habitatges hi havia un automòbil i a 248 n'hi havia dos o més.

### Piràmide de població
La piràmide de població per edats i sexe el 2009 era:
| Homes | Edats   | Dones |
| ----- | ------- | ----- |
| 0     | 95 o +  | 4     |
| 0     | 90 a 94 | 0     |
| 4     | 85 a 89 | 8     |
| 0     | 80 a 84 | 4     |
| 12    | 75 a 79 | 16    |
| 20    | 70 a 74 | 32    |
| 20    | 65 a 69 | 20    |
| 24    | 60 a 64 | 24    |
| 20    | 55 a 59 | 24    |
| 48    | 50 a 54 | 32    |
| 28    | 45 a 49 | 28    |
| 40    | 40 a 44 | 24    |
| 40    | 35 a 39 | 56    |
| 44    | 30 a 34 | 32    |
| 40    | 25 a 29 | 36    |
| 20    | 20 a 24 | 12    |
| 56    | 15 a 19 | 36    |
| 20    | 10 a 14 | 32    |
| 44    | 5 a 9   | 32    |
| 24    | 0 a 4   | 32    |

## Economia
El 2007 la població en edat de treballar era de 759 persones, 568 eren actives i 191 eren inactives. De les 568 persones actives 514 estaven ocupades (283 homes i 231 dones) i 53 estaven aturades (16 homes i 37 dones). De les 191 persones inactives 69 estaven jubilades, 56 estaven estudiant i 66 estaven classificades com a «altres inactius».

### Ingressos
El 2009 a Saint-Just-de-Claix hi havia 452 unitats fiscals que integraven 1.151 persones, la mediana anual d'ingressos fiscals per persona era de 16.327 €.

### Activitats econòmiques
Dels 66 establiments que hi havia el 2007, 5 eren d'empreses alimentàries, 12 d'empreses de fabricació d'altres productes industrials, 11 d'empreses de construcció, 13 d'empreses de comerç i reparació d'automòbils, 4 d'empreses de transport, 2 d'empreses d'hostatgeria i restauració, 1 d'una empresa d'informació i comunicació, 5 d'empreses financeres, 2 d'empreses immobiliàries, 3 d'empreses de serveis, 5 d'entitats de l'administració pública i 3 d'empreses classificades com a «altres activitats de serveis».
Dels 12 establiments de servei als particulars que hi havia el 2009, 1 era un taller de reparació d'automòbils i de material agrícola, 1 autoescola, 3 paletes, 1 guixaire pintor, 2 lampisteries, 1 perruqueria, 2 restaurants i 1 saló de bellesa.
Els quatre establiments comercials que hi havia el 2009 eren una botiga de menys de 120 m², una fleca, una botiga d'equipament de la llar i una botiga de mobles.
L'any 2000 a Saint-Just-de-Claix hi havia 26 explotacions agrícoles que ocupaven un total de 217 hectàrees.

## Equipaments sanitaris i escolars
El 2009 hi havia 1 escola maternal i 1 escola elemental.

## Poblacions properes
El següent diagrama mostra les poblacions més properes.